# Метрологическая экспертиза
Метрологическая экспертиза технической документации – это анализ и оценивание технических решений в части метрологического обеспечения (технических решений по выбору измеряемых параметров, установлению требований к точности измерений, выбору методов и средств измерений, их метрологическому обслуживанию).
При метрологической экспертизе выявляются ошибочные или недостаточно обоснованные решения, вырабатываются рекомендуемые, наиболее рациональные решения по конкретным вопросам метрологического обеспечения.
Не следует считать метрологическую экспертизу только контрольной операцией. В современных условиях метрологическая экспертиза решает технико-экономические задачи. Часто реализация тех или иных компонентов метрологического обеспечения может быть осуществлена несколькими вариантами. Рациональный выбор из них, а также ряд других оценок может потребовать научного подхода и выполнения небольшой исследовательской работы.
Метрологическая экспертиза – часть комплекса работ по метрологическому обеспечению и может быть частью технической экспертизы нормативной, конструкторской, технологической и проектной документации.
Необходимость в метрологической экспертизе может отпасть, если в процессе разработки технической документации осуществлялась её метрологическая проработка силами привлекаемых специалистов метрологической службы.
Общая цель метрологической экспертизы – обеспечение эффективного метрологического обеспечения, выполнение общих и конкретных требований к метрологическому обеспечению наиболее рациональными методами и средствами.
Конкретные цели метрологической экспертизы определяются назначением и содержанием технической документации. Метрологическая экспертиза может включать метрологический контроль технической документации. Метрологический контроль – это проверка технической документации на соответствие конкретным метрологическим требованиям, регламентированным в стандартах и других нормативных документах.
Метрологический контроль может осуществляться в процессе нормоконтроля технической документации силами специализированных или специально подготовленных в области метрологии нормоконтролеров.
Наиболее простой формой фиксации результатов метрологической экспертизы могут быть замечания эксперта в виде пометок на полях документа. После учета разработчиком таких замечаний эксперт визирует оригиналы или подлинники документов.
Другая типичная форма – экспертное заключение. Оно составляется в следующих характерных случаях:
- оформление результатов метрологической экспертизы документации, поступившей от других организаций;
- оформление результатов метрологической экспертизы комплектов документов большого объема или при проведении метрологической экспертизы специально назначенной комиссией;
- оформление результатов метрологической экспертизы, на основании которой необходимо вносить изменения в действующую документацию или разрабатывать мероприятия по повышению эффективности метрологического обеспечения. Экспертное заключение составляется экспертом и утверждается главным метрологом, в конфликтных случаях – главным инженером (техническим руководителем) предприятия. В ряде случаев результат метрологической экспертизы может быть изложен в перечне замечаний и предложений, который подписывается экспертом и главным метрологом предприятия.